# Галлеція
42°45′18″ пн. ш. 7°51′58″ зх. д. / 42.755° пн. ш. 7.8661° зх. д.
Галле́ція (лат. Gallaecia), або Галлеційська Іспанія (лат. Hispania Gallaecia) — римська провінція в Іспанії з центром у місті Бракара-Августа (сучасна Брага). Розташовувалася на північному заході Піренейського півострова. Займала терени сучасних іспанських регіонів Галісія, Астурія, Леон, а також Північної Португалії. Заснована після 293 року внаслідок реформи імператора Діоклетіана, шляхом розділу провінції Тарраконська Іспанія. Названа за іменем кельтського племені галлеків. Поділялася на 3 конвенти (лат. conventus): Бракарський з центром у Бракарі-Августі, Луцький з центром у Луці-Августі (сучасне Луго) та Астурійський з центром у Астуріці-Августі (сучасна Асторга). Близько 409 року на теренах провінції було засновано Свевське королівство з центром у Бракарі. Стара назва до IV століття — Каллекія (лат. Callaecia). Також — Галлекія.

## Конвенти і міста
- Бракарський конвент (лат. Conventus bracarensis)
- Луцький конвент (лат. Conventus lucensis)
- Астурійський конвент (лат. Conventus asturicensis)
  - Астуріка (лат. Asturica; сучасна Асторга, Іспанія) — адміністративний центр конвенту.
  - Легіонські табори (лат. Castra Legionis; сучасний Леон, Іспанія)